# The Dawn
The Dawn è un film del 2019 diretto da Brandon Slagle. 
Il film si pone come primissimo prequel della saga horror di Amityville Horror.

## Trama
Una famiglia che vive nella campagna americana, dopo la prima guerra mondiale, viene sterminata dal padre, William, reduce di guerra, traumatizzato dalla violenza vissuta durante il conflitto. Vi si oppone solo il nonno dei figli, Quanah, ma invano. L'unica a salvarsi è la figlia più grande, Rose, che viene ritrovata dai poliziotti non lontano dalla casa luogo della strage. Il Sergente che comanda la polizia chiede a Rose se abbia altri parenti e alla sua risposta negativa le suggerisce di farsi ospitare in quello che definisce un "castello". La ragazza entra così in convento, accolta dalla Reverenda Madre Agnes.
Il racconto salta ad alcuni anni dopo, quando Rose è ormai diventata novizia, senza però prendere i voti perpetui. La ragazza è infatti afflitta dai ricordi ma soprattutto dagli stessi demoni che perseguitavano il padre. Rose ha con sé il medaglione indiano del nonno, secondo il quale aveva il potere di allontanare il male.
La novizia viene aiutata da tutti i religiosi del convento, compreso l'ultimo arrivato, Jeremiah, misterioso chierico che sembra esserle vicino, oltre che consapevole di fatti che la stessa Rose non riesce a mettere a fuoco. La novizia sente continuamente freddo (tanto che una consorella dirà che l'inferno sia fatto di ghiaccio), ha continui incubi che sente reali. Fino a che, quando arriva ad uccidere padre Theodore, suo confessore nonché guida spirituale del convento, viene trascinata nel suo letto e legata. Tra preghiere e rituale di esorcismo, le viene rivelato che sin dal giorno del suo arrivo al convento, è sempre rimasta lì, nel suo letto, perché mostrava segni di possessione demoniaca. Incredula, Rose chiede di poter vedere il quaderno su cui scriveva e disegnava la natura intorno al convento. Jeremiah lo prende e le mostra un demone spaventoso, fatto proprio dalla ragazza.
Sconvolta, nonostante l'esorcismo, Rose riesce a slegarsi e a uccidere tutti i presenti, compreso Jeremiah, che dopo averle rinfacciato di credere in un culto pagano, quale quello del medaglione indiano (che le appoggia sul viso ustionandola), viene scagliato fuori dalla finestra. Alla fine la ragazza va nella cappella del convento e gli dà fuoco, senza fuggire, perendo quindi, a sua volta, nel rogo.
Nel finale si vede un treno, in partenza per Long Island, a New York. Tra i passeggeri che salgono appare Jeremiah, sempre in abito talare, che durante il viaggio sfoglia il quaderno di Rose, dove si trova il disegno di una casa, seguita dalla frase "Uccidili tutti". L'edificio e quelle parole sono riferite ai fatti che vedranno protagonista Ronald DeFeo Jr., nella casa del film Amityville Horror, come viene spiegato dai titoli al termine del film. Jeremiah infatti è il sacerdote della maledizione indiana, dal maleficio del quale si fa risalire l'influenza nefasta del luogo dove sorgerà la casa che sarà poi abitata dai De Feo. Così, in coda, al titolo del film viene aggiunta la parola Amityville, a precisare che l'alba a cui ci si riferisce è propria quella dell'eccidio al 112 di Ocean Avenue.

## Produzione
Le riprese del film sono state effettuate tra California e Minnesota nel 2019 e sono durate circa tre mesi.

## Distribuzione
Negli Stati Uniti è vietato ai minori di 14 anni, mentre in Inghilterra sarà interdetto agli under 15.

## Accoglienza
Su Rotten Tomatoes c'è una sola critica professionale, che assegna 7,5 al film, mentre IMDb lo valuta 5/10, probabilmente mostrando una certa stanchezza per una saga, come quella di "Amyitiville", da cui è stato spremuto tutto il possibile.
In Italia il film non è ancora uscito nelle sale ed è acquistabile sulle principali piattaforme di streaming, in lingua originale.

## Riconoscimenti
- 2019 - Paris Art and Movie Awards
  - Miglior Poster
- 2019 - Shockfest Film Festival, US
  - Migliore Attrice
  - Premio del pubblico alla miglior Produzione
  - Miglior Regia